# ادی ماتزولنی
ادی ماتزولنی (ایتالیایی: Eddy Mazzoleni؛ زادهٔ ۲۹ ژوئیهٔ ۱۹۷۳) دوچرخه‌سوار اهل ایتالیا است. وی در مسابقات جیرو دیتالیا و تور دو فرانس شرکت کرده است.